# Forwarding
Na programação orientada a objetos, encaminhamento significa que o uso de um membro de um objeto (uma propriedade ou um método ) em um objeto diferente: seu uso é encaminhado para outro objeto. O encaminhamento é usado em vários padrões de design, onde alguns membros são encaminhados para outro objeto, enquanto outros são manipulados pelo objeto usado diretamente. O objeto de encaminhamento é freqüentemente chamado de objeto de recebimento e os membros de encaminhamento explícito são chamados de funções de envio .

## Delegação
O encaminhamento costuma ser confundido com delegação formalmente, são conceitos complementares. Nos dois casos, existem dois objetos, e o primeiro objeto (o que recebeu, o receptor) usa o segundo objeto (o que foi recebido, o recebido), por exemplo, para chamar um método. Eles diferem no que self refere ao objeto receptor (formalmente, no ambiente de avaliação do método no objeto receptor):  na delegação refere-se ao objeto remetente,  enquanto no encaminhamento refere-se ao objeto receptor. Observe que self é frequentemente usado implicitamente como parte do envio dinâmico (resolução do método: a qual função um nome de método se refere).
A diferença entre encaminhamento e delegação é a ligação do parâmetro self no o recebido quando chamado pelo receptor. Com a delegação, o parâmetro self é vinculado ao receptor, enquanto o encaminhamento é vinculado ao o recebido. ... O encaminhamento é uma forma de reenvio automático de mensagens; delegação é uma forma de herança com ligação do pai (superclasse) no tempo de execução, em vez de no tempo de compilação / link como na herança 'normal'.

Por exemplo, dado o seguinte código: 
```
// Sender

void
 
n
()
 
{

 
print
(
"n1"
);

}

// Receiver

void
 
m
()
 
{

 
print
(
"m2, "
);
 

 
n
();

}

void
 
n
()
 
{

 
print
(
"n2"
);

}

```

sob delegação, isso tera como saída m2, n1, porque n() é avaliado no contexto do objeto original, enquanto que no encaminhamento, isso produzirá m2, n2, porque n() é avaliado no contexto do objeto de recebimento.
No uso casual, o encaminhamento costuma ser chamado de "delegação" ou considerado uma forma de delegação, mas em uso cuidadoso, eles são claramente diferenciados pelo que self refere. Embora a delegação seja análoga à herança, permitindo a reutilização comportamental (e concretamente a reutilização de código ) sem alterar o contexto da avaliação, o encaminhamento é análogo à composição, pois a execução depende apenas do objeto de recebimento (membro), e não do objeto de envio (original). Nos dois casos, a reutilização é dinâmica, ou seja, determinada em tempo de execução (com base no objeto ao qual o uso é delegado ou encaminhado), em vez de estática, significando determinada em tempo de compilação / link (com base na classe da qual é herdada). Como herança, a delegação permite que o objeto de envio modifique o comportamento original, mas é suscetível a problemas análogos à frágil classe base ; enquanto o encaminhamento fornece um encapsulamento mais forte e evita esses problemas; veja composição sobre herança .  

## Exemplos
Um exemplo simples de forwarding em Java: uma instância de B encaminha chamadas para o foo método de sua a campo: 
```
class
 
B
 
{

  
A
 
a
;

  
T
 
foo
()

  
{
 
return
 
a
.
foo
();
 
}

}

```

Observe que, ao executar a.foo(), o objeto this (default) é a (um subtipo de A ), não o objeto original (uma instância de B ). Além disso, a precisa não ser uma instancia de A : pode ser uma instancia de um subtipo(através do casting). De fato, A nem precisa ser uma classe: pode ser uma interface / protocolo .
Contraste com herança, em que foo é definido em uma superclasse A (o qual deve ser uma classe, não uma interface), e quando chamado em um exemplo de uma subclasse B, que usa o código definido em A, mas o objeto this ainda é uma instância de B : 
```
class
 
A
 
{

  
T
 
frente
()
 
{
 
/* ... */
 
};

}

class
 
B
 
extends
 
A
 
{

}

```

Neste exemplo Python, classe B para a frente o frente método e a propriedade x  para o objeto durante o campo a: usando estes em b (um exemplo de B ) é o mesmo como usá-los no b.a (o exemplo de A para o qual estes são encaminhado). 
```
class
 
A
(
object
):

  
def
 
__init__
(
self
,
 
x
)
 
->
 
None
:

    
self
.
x
 
=
 
x

  
def
 
foo
(
self
):

    
print
(
self
.
x
)

class
 
B
(
object
):

  
def
 
__init__
(
self
,
 
a
)
 
->
 
None
:

    
self
.
a
 
=
 
a

  
def
 
foo
(
self
):

    
self
.
a
.
foo
()

  
@property

  
def
 
x
(
self
):

    
return
 
self
.
a
.
x

  
@x
.
setter

  
def
 
x
(
self
,
 
x
):

    
self
.
a
.
x
 
=
 
x

  
@x
.
deleter

  
def
 
x
(
self
):

    
del
 
self
.
a
.
x

a
 
=
 
A
(
42
)

b
 
=
 
B
(
a
)

b
.
foo
()
 
# Prints '42'.

b
.
x
 
# Has value '42'

b
.
x
 
=
 
17
  
# b.a.x now has value 17

del
 
b
.
x
 
# Deletes b.a.x.

```

### Caso simples
Neste exemplo de Java, a classe Printer possui um método de impressão. Esse método de impressão, em vez de executar a impressão em si, encaminha para um objeto da classe RealPrinter. Para o mundo exterior, parece que o objeto Impressora está fazendo a impressão, mas o objeto RealPrinter é o que está realmente fazendo o trabalho.
classe tem uma
método. Esse método de impressão, em vez de executar a impressão em si, encaminha para um objeto da classe. Para o mundo exterior, parece que a objeto está fazendo a impressão, mas o objeto é o que realmente está fazendo o trabalho.

Encaminhamento é simplesmente passar um dever para alguém / outra coisa. Aqui está um exemplo simples: 
```
class
 
RealPrinter
 
{
 
// the "receiver"

  
void
 
print
()
 
{
 

    
System
.
out
.
println
(
"Hello world!"
);
 

  
}

}

class
 
Printer
 
{
 
// the "sender"

  
RealPrinter
 
p
 
=
 
new
 
RealPrinter
();
 
// create the receiver

  
void
 
print
()
 
{

    
p
.
print
();
 
// calls the receiver

  
}

}

 

public
 
class
 
Main
 
{

  
public
 
static
 
void
 
main
(
String
[]
 
arguments
)
 
{

    
// to the outside world it looks like Printer actually prints.

    
Printer
 
printer
 
=
 
new
 
Printer
();

    
printer
.
print
();

  
}

}

```

### Caso Complexo
O caso mais complexo é um Padrão Decorator que, usando interfaces, o encaminhamento pode ser mais flexível e seguro . "Flexibilidade" aqui significa que

não precisa se referir a ou de qualquer maneira, como a mudança de encaminhamento é abstraída de. Neste exemplo, classe pode encaminhar para qualquer classe que implemente uma interface. Classe possui um método para alternar para outro encaminhador. Incluindo as cláusulas aprimoram a segurança de tipo, porque cada classe deve implementar os métodos na interface. A principal desvantagem é mais código. 
```
interface
 
I
 
{

	
void
 
f
();

	
void
 
g
();

}

 

class
 
A
 
implements
 
I
 
{

	
public
 
void
 
f
()
 
{
 
System
.
out
.
println
(
"A: doing f()"
);
 
}

	
public
 
void
 
g
()
 
{
 
System
.
out
.
println
(
"A: doing g()"
);
 
}

}

 

class
 
B
 
implements
 
I
 
{

	
public
 
void
 
f
()
 
{
 
System
.
out
.
println
(
"B: doing f()"
);
 
}

	
public
 
void
 
g
()
 
{
 
System
.
out
.
println
(
"B: doing g()"
);
 
}

}

 

// changing the implementing object in run-time (normally done in compile time)

class
 
C
 
implements
 
I
 
{

	
I
 
i
 
=
 
null
;

	
// forwarding

	
public
 
C
(
I
 
i
){
 
setI
(
i
);
 
}

	
public
 
void
 
f
()
 
{
 
i
.
f
();
 
}

	
public
 
void
 
g
()
 
{
 
i
.
g
();
 
}

 

	
// normal attributes

	
public
 
void
 
setI
(
I
 
i
)
 
{
 
this
.
i
 
=
 
i
;
 
}

}

 

public
 
class
 
Main
 
{

	
public
 
static
 
void
 
main
(
String
[]
 
arguments
)
 
{

		
C
 
c
 
=
 
new
 
C
(
new
 
A
());

		
c
.
f
();
	
// output: A: doing f()

		
c
.
g
();
	
// output: A: doing g()

		
c
.
setI
(
new
 
B
());

		
c
.
f
();
	
// output: B: doing f()

		
c
.
g
();
	
// output: B: doing g()

	
}

}

```

## Aplicações
O encaminhamento é usado em muitos padrões de design. O encaminhamento é usado diretamente em vários padrões:
- Padrão
- Padrão: o objeto decorador adiciona seus próprios membros, encaminhando outros para o objeto decorado.
- Padrão: o objeto proxy encaminha o uso do membro para o objeto real.

O encaminhamento pode ser usado em outros padrões, mas geralmente o uso é modificado; por exemplo, uma chamada de método em um objeto resulta em vários métodos diferentes sendo chamados em outro:
- Padrão
- Padrão
- Padrão